# Pinacodera punctigera
Pinacodera punctigera är en skalbaggsart som beskrevs av Leconte. Pinacodera punctigera ingår i släktet Pinacodera och familjen jordlöpare. Inga underarter finns listade i Catalogue of Life.